# Dmitri Gromov (patinage artistique)
Pour les articles homonymes, voir Gromov.
Dmitri Gromov, né le 3 décembre 1967 à Léningrad, est un patineur artistique soviétique, vice-champion d'Union soviétique en 1989.

## Biographie

### Carrière sportive
Dmitri Gromov est vice-champion d'Union soviétique en 1989, derrière son compatriote Alexandre Fadeïev.
Il représente son pays aux championnats d'Europe 1989 à Birmingham et aux championnats du monde 1989 à Paris. Il n'est jamais sélectionné par la fédération soviétique pour participer aux Jeux olympiques d'hiver.

### Reconversion
Après s'être retiré des compétitions sportives, Dmitri Gromov se produit dans des spectacles sur glace.

## Palmarès
| Compétitions principales        | 1985    | 1986    | 1987    | 1988    | 1989    | 1990    | 1991    |  |  |  |  |  |  |  |
| Jeux olympiques d'hiver         |         |         |         |         |         |         |         |  |  |  |  |  |  |  |
| Championnats du monde           |         |         |         |         | 14e     |         |         |  |  |  |  |  |  |  |
| Championnats d'Europe           |         |         |         |         | 4e      |         |         |  |  |  |  |  |  |  |
| Championnats d'Union soviétique | 5e      |         |         |         | 2e      | 3e      |         |  |  |  |  |  |  |  |
|                                 |         |         |         |         |         |         |         |  |  |  |  |  |  |  |
| Autres Compétitions             | 1984/85 | 1985/86 | 1986/87 | 1987/88 | 1988/89 | 1989/90 | 1990/91 |  |  |  |  |  |  |  |
| Skate Canada                    |         |         |         |         |         | 7e      | 8e      |  |  |  |  |  |  |  |
| Trophée de France               |         |         |         |         | 5e      |         |         |  |  |  |  |  |  |  |
| Moscou Skate                    |         | 9e      | 9e      | 10e     | 5e      |         |         |  |  |  |  |  |  |  |
| Trophée NHK                     |         |         |         | 5e      |         |         |         |  |  |  |  |  |  |  |
|                                 |         |         |         |         |         |         |         |  |  |  |  |  |  |  |